# ثنائي هالس-تايلور

توضيح نظام نجم مزدوج ، (نجمين يدوران حول مركز ثقلهما).

نباض مزدوج 1913+16 أو بي إس آر 1913+16 (بالإنجليزية: PSR 1913+16) هو نباض عبارة عن نجم نيوتروني يصدر اشعاعا، وهو يدور مع نجم نيوتروني آخر حول مركز ثقلهما، مشكلان بذلك نظام نجم مزدوج. رصد النباض المزدوج في إتجاه كوكبة العقاب. النباض بي إس آر 1913+16 هو أول نباض مزدوج يكتشف، واكتشفه راسل هالس وجوزيف تيلور من جامعة ماساتشوستس في أمهيرست في عام 1974 . وقد أدى اكتشافهم هذا وتحليل نتائج رصدهما إلى حصولهم على جائزة نوبل في الفيزياء في عام 1993 عن: «اكتشاف نوع جديد من النباض، وهو اكتشاف فتح إمكانيات جديدة لدراسة قوة الجاذبية».
"
نظام النباض المزدوج هذا يسمى أيضاً «نباض مزدوج هالس-تايلور» نسبة إلى مكتشفيه.
النجم النيوتروني هو نجم كثافته عالية جداً لأنه يتكون من نيوترونات فقط، وهو يشكل المرحلة الأخيرة من عمر نجم عندما ينتهي وقوده من الهيدروجين وينكفيء على نفسه تحت تأثير قوة الجاذبية، فيصبح نجما نيوترونيا شديد الكثافة. كثافة النجم النيوتروني تعادل تقريباً كثافة نواة الذرة ولكن بحجم هائل جداً إذ أن النجم النيوتروني يتكون من مادة نجم كانت كتلته (قبل انتهاء عمره) تبلغ نحو 4و1 كتلة شمسية. بعض تلك النجوم النيوترونية يصدر شعاعا من قطبه يصل إلى الأرض في هيئة نبضة.

## الاكتشاف
اكتشف العالمان هالس و «تايلور» استقبال موجات راديوية نابضة (متقطعة) في التلسكوب الراديوي الذي يقومان بأبحاثهما عليه، وهو مرصد أرسيبو. بذلك تعرفا على أن مصدر الشعاع الراديوي دوار حول محوره بسرعة كبيرة، وبأنه لا بد وأن يكون نجم نيوتروني شديد المغناطيسية. يدور هذا النجم النيوتروني حول محوره في 17 ثانية، واتساع النبضة الآتية منه مقدارها 59 مللي ثانية.
وبمشاهدة النبضات الآتية اتضح أنها تتغير بانتظام، فأحيانا تكون النبضات مبكرة عن المتوقع وأحيانا أخرى متأخرة. وتبين لهما أن هذا التغير منتظم ويعيد نفسه وذلك كل 75و7 ساعات.
وتحققا من أن تلك الظاهرة هي ظاهرة نجم مزدوج حيث يدور نجمين حول بعضهما البعض. ولم يرصد العالمان نبضات من النجم الثاني، واعتبرا أن ذلك بسبب أنه يصدر شعاعه بزاوية أخرى بحيث لا تصل إلى الأرض.
لاحظ العالمان أن نبضات النابض تأتي أحيانا 3 ثوان قبل الأخرى مما يشير إلى أن مدار النابض له اتساع يبلغ 3 ثوان ضوئية، أي يعادل قطر الشمس. ونظرا لكون نظام النجمين نظام ازدواجي، فيمكن تعيين كتلة كل من النجمين النيوترونيين. وتبين أنهما تقريباً يعادلان من 1 إلى 3 كتلة شمسية. كما تدل المشاهدات على أن مدار النجمين حول بعضهما البعض يقصر بسبب فقدهما للطاقة في صورة موجات جاذبية، وهذا ما تنبأت به النظرية النسبية العامة لأينشتاين، التي صاغها في عام 1919. هذا الفقد في الطاقة يجعل أحد النابضين يصل إلى أوج مداره ينزاح بمقدار
4º كل سنة. أي أن شكل مدار النابض الأصغر في شكل الوردة rosette وليس دائري تماماً.

## وصف النظام

دوران محور مدار نجم مزدوج عنما يكون النجمان مختلفي الكتلة

يتكون النظام الثنائي من نجمين نيوترونيين أحدهما لا ترى له نبضات. وتبلغ كتلة كل منهما نحو 4و1 كتلة شمسية (1,442 للنابض المرئي و 1,386 كتلة شمسية للغير مرئي). وهما يدوران حول مركز ثقلهما كل 75و7 ساعة. ينزاح مدار النابض الخفيف (386و1 كتلة شمسية) بمقدار 4,2° في السنة بسبب الحركة البدارية، أي أن مداره عبر السنين يكون في شكل زهرة (Rosette) وليس كما هو في الشكل أعلاه.
تكمن أهمية اكتشاف هذا النظام الثنائي في أن العالمان راسل هالس وجوزيف تيلور استطاعا تعيين الانخفاض التدريجي في زمن دورتهما حول بعضهما البعض مع الوقت وهذا دليل غير مباشر على صدور موجات جاذبية منهما طبقا لـ النظرية النسبية العامة. وكان هذا الاكتشاف سببا في حصول العالمين على جائزة نوبل في الفيزياء فيما بعد في عام 1993 .

## تأثيرات النسبية
اكتشف العالمان «راسل» و «هالس» النابض المزدوج 1923+16 بواسطة مرصد أرسيبو الذي يرصد الموجات الراديوية من أجرام كونية. ومن مشاهدتهما لدورية الانزياح الزمني لنبضات الإشارات استطاعا تعيين بيانات مدار كل من النجمين. وتسمح حركة جسمين ذوي كتلتين عظيمتين بفحص اثنين من تنبؤات النظرية النسبية العامة والتحقق من صحتهما:

### ابطاء زمني ثقالي
قام هاس وتيلور بإثبات حدوث الإبطاء الزمني الثقالي الذي ينشأ من زيادة كثافة الكتلة للنجمين عند الحضيض، وهذا ناتج عن تسارع شديد في تلك المنطقة لمدار كل منهما. فقد وجدا أن نبضة النباض تتأخر بمقدار 1 µs كل ثانية (10−6).

### موجات الجاذبية

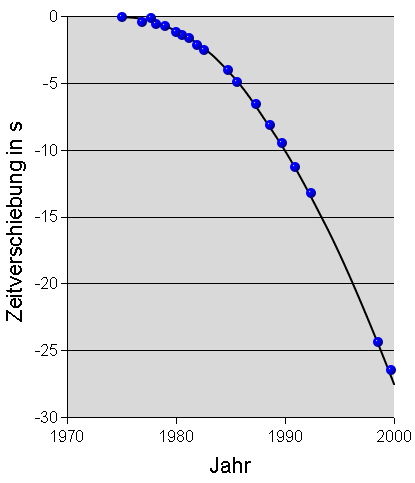
انزياح محور المدار المشاهد بسبب اصدار النظام لموجات ثقالة.

كذلك يتسبب دوران النجمين حول بعضهما البعض إلى انزياح في كثافة كتلة كل منهما عند الحضيض في المدار، مما يؤدي إلى اصدارهما لطاقة ثقالة في هيئة موجات ثقالية. ولم يستطع العلماء حتى الآن تسجيل موجات ثقالية تسجيلا مباشرا.
وبين العالمان أن فقد الطاقة الصادرة من النظام تظهر في انكماش المسافة بين النباضين، مما يجعل زمن دورانهما حول بعضهما يقصر هو الآخر (هذا يتبع قانون انحفاظ عزم الدوران كما يتبع أيضا القانون الثالث لكبلر.
وفي عام 1984 تم تعيين التباطؤ الزمني بمعدل −(2,40 ± 0,09) · 10−12 من ثانية في الثانية. وكان زمن التباطوء الكلي خلال الفترة من 1974 إلى 1979 نحو 2 ثانية، وحتى عام 2000 بلغ مجموع التباطؤ 30 ثانية.
يبين الشكل قيم الكتلة كنقاط زرقاء، ويبين المنحنى الأسود ماتتنبأ به النظرية النسبية العامة بشأن ما يصدره النظام من طاقة ثقالية. وطبقا للشكل تنطبق القياسات العملية مع الحسابات النظرية انطباقا حسنا.
وبسبب هذا الاثبات الغير مباشر لوجود موجات ثقالية من النظام حصل العالمان راسل هالس وجوزيف تيلور سويا على جائزة نوبل في الفيزياء في عام 1993 .
منذ فترة قصيرة اكتشف النابض OJ 287 وتبين أنه ثقبان أسودان، ونتائج القياسات تشير إلى أصدارهما أيضا موجات ثقالية. في حالة الثقبين الأسودين المترابطين يبلغ انحراف محور المدار البيضوي لهما (في شكل قطع ناقص) نحو 39°   في كل دورة، وهذا يشكل انحرافا أشد في مقداره عن الانحراف في حالة النباض المزدوح 1913+16 .
(ملحوظة: استطاع علماء من أستراليا بالتعاون مع علماء آخرين من مركز هارفاد-سميثونيان للفيزياء الفلكية في بحث حديث نشر في 17 مارس 2014 رصد ما يشير إلى موجات الجاذبية يرجع صدورها إلى زمن الانفجار العظيم. لا بد من أن تجرى قياسات أخرى مؤكدة هذا الاكشاف حتى يصبح الاكتشاف حقيقة واقعة وليس ناتجا عن خطء في التجربة أو خطأ في طريقة الحساب. ويقول العلماء في بحثهم أنهم قد قاموا بتسجيل وإنتاج «أول صورة مباشرة لموجات ثقالية من وقت تكون الكون» وذلك من خلال قياس وتحليل إشعاع الخلفية الميكروني الكوني، والقياسات تشير إلى حدوث فعلي للتمدد الكوني والانفجار العظيم  ومثل تلك النتائج الأولى فهي تحتاج إلى مراجعة الأقران للتأكد من صحة الجهاز العلمي المستخدم وصحة الحسابات النظرية، حتى تقبل من الفيزيائيين كحقيقة علمية جديدة لا يشوبها الشك.
استخدمت مجموعة العلماء جهاز الرصد المسمى بيسيب 2 المبني في القطب الجنوبي.)

## اقرأ أيضا
- نباض
- نمط ب
- ثقب أسود 1655-40
- في 404 الدجاجة
- انفجار أشعة غاما 060218
- نجم نيوتروني
- مستعر أعظم II
- مستعر أعظم نوع Ia
- مستعر أعظم
- IGR J11014-6103
- قزم أبيض
- عملاق أحمر